# Psilotopsida
Navnet Psilotopsida blev først anvendt i 1970'erne om en gruppe fossile planter fra Silur og Devon. Gruppen blev senere udvidet til at omfatte også de nulevende planter (Psilotum) i klassen Psilotopsida. Det indbyrdes slægtsforhold mellem de fossile og nulevende arter er dog langt fra afklaret.
Senest er Psilotopsida blev knyttet nærmere til bregnerne via gruppen Pteridophyta, og en gruppe der tidligere blev anset for at være egentlige bregner, Slangetunge-ordenen, regnes nu i stedet med til Psilotopsida.
Fylogenetisk anses Psilotopsida som værende en søstergruppe til alle andre planter i gruppen Pteridophyta.
| Ordner |

- Psilotales
- Slangetunge-ordenen

## Fylogenetisk placering
Diagrammet herunder viser Psilotopsidas placering indenfor Karplanterne. Psilotopsida udgør den primitiveste gruppe indenfor Pteridophyta.
- Ulvefodsplanter (Lycopodiophyta)
- Andre karplanter end Lycopodiophyta
  - Bregneplanter (Pteridophyta)
    - Psilotopsida
    - Andre bregneplanter end Psilotopsida
      - Padderok-klassen (Equisetopsida, tidligere: Sphenopsida)
      - Marattiopsida
      - Bregne-klassen (Polypodiopsida, tidligere: Pteropsida eller Filicopsida)

  - Frøplanter (Magnoliophyta, tidligere: Spermatophyta eller Spermatopsida)